# 山之手
山之手（やまのて）は、愛知県豊田市の町名。現行行政地名は山之手1丁目から10丁目。

## 地理
豊田市南西部、挙母地区の中央部に位置し、東はトヨタ町、西は緑ケ丘・寿町、南は御幸本町・大林町、北は丸山町に接する。

### 河川
- 猿渡川

## 世帯数と人口
2024年（令和6年）4月1日現在の世帯数と人口は以下の通りである。
| 町丁   | 世帯数    | 人口    |
| ------ | --------- | ------- |
| 山之手 | 2,417世帯 | 4,795人 |

## 学区
市立小・中学校に通う場合、学区は以下の通りとなる。
| 番・番地等 | 小学校               | 中学校             | 高等学校普通科 |
| ---------- | -------------------- | ------------------ | -------------- |
| 全域       | 豊田市立山之手小学校 | 豊田市立豊南中学校 | 三河学区       |

## 歴史

### 沿革
- 1946年（昭和21年）7月15日 - 西加茂郡挙母町大字下市場の一部より、同町大字山之手が成立[6][7]。
- 1951年（昭和26年）3月1日 - 市制施行に伴い、挙母市大字山之手となる。
- 1959年（昭和34年）1月1日 - 豊田市への改称と同時に、町名に移行。一部が緑ケ丘・曙町・寿町となる[8]。

## 施設

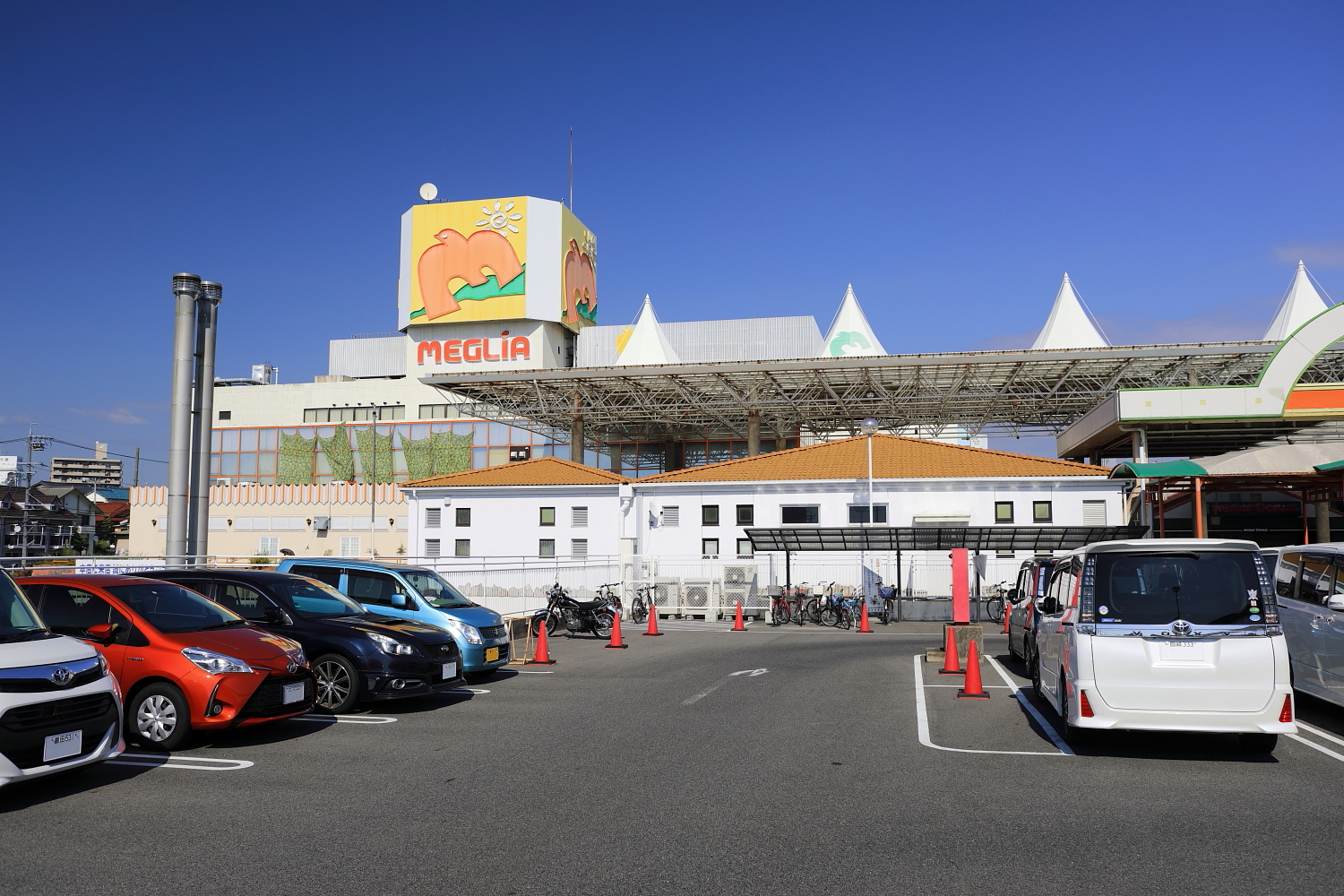
メグリア本店

- 豊田市立山之手小学校
- 豊田市立山之手こども園
- トヨタ生活協同組合本部
  - メグリア本店
- ドミー豊田山之手店
- 三菱UFJ銀行豊田南支店
- 名古屋銀行豊田南支店
- 十六銀行山之手支店
- 豊田信用金庫山之手支店
- 岡崎信用金庫豊田南支店
- 東海労働金庫豊田支店
- 豊田山之手郵便局
- 豊田警察署豊田交番
- ABホテル三河豊田
- 豊興西宮神社
- 本源寺
- 山ノ手公園

- メグリア本店

## 交通

### 鉄道
- 愛知環状鉄道線 三河豊田駅

### 道路
- 愛知県道488号三河豊田停車場大林線
- 愛知県道491号豊田環状線（外環状線）

## その他

### 日本郵便
- 郵便番号 : 471-0045[2]（集配局：豊田郵便局[9]）。